# Parti pour la protection des droits de l'homme
Le Parti pour la protection des droits de l'homme (en samoan Vaega Faaupufai e Puipuia Aia Tatau a Tagata, en anglais : Human Rights Protection Party, HRPP) est un parti politique samoan. Généralement conservateur, profondément chrétien, il combine libéralisme économique et politiques sociales. Premier parti formé aux Samoa, il dirige le pays durant plus de trente ans, de 1988 à 2021.

## Histoire
Colonie néo-zélandaise, les Samoa obtiennent leur indépendance en 1962. Durant les dix-sept années qui suivent, il n'y a pas de partis politiques. Les élus s'accordent sur une politique de stabilité conservatrice, accordant la prééminence à l'aristocratie. À la suite des élections législatives de février 1979 toutefois, l'opposition s'assemble derrière le député Va'ai Kolone, et fonde le premier parti politique samoan en mai : le HRPP. Le parti remporte de peu les élections de 1982, perd le pouvoir en 1985 à la suite d'une scission dans le parti, puis le retrouve de justesse lors des élections de 1988. Le HRPP a depuis remporté toutes les élections sauf celles de 2021 qu'il perd de justesse, avec 25 députés sur 51. Depuis 1998, Tuila'epa Sa'ilele Malielegaoi, à la tête du parti, est premier ministre des Samoa.
C'est le HRPP qui, arrivé au pouvoir, introduit le suffrage universel à la suite d'un référendum, en 1990. Auparavant, seuls les tenants d'un titre traditionnel de chef de famille (matai) pouvaient voter. 
Premiers ministres

- Va'ai Kolone : avril à septembre 1982
- Tofilau Eti Alesana : décembre 1982 à décembre 1985
- Va'ai Kolone : décembre 1985 à avril 1988
- Tofilau Eti Alesana : avril 1988 à novembre 1998
- Tuilaepa Sailele Malielegaoi : depuis novembre 1998

## Objectifs et valeurs
Les objectifs affichés par le parti sont « très généraux » et il n'existe pas d'oppositions idéologiques importantes entre les partis. Le HRPP promeut la sauvegarde des libertés, de la sécurité et de la prospérité des Samoans, l'amélioration du niveau de vie, et l'ouverture des Samoa au monde extérieur. Il prône chez les citoyens « un esprit d'indépendance, d'autonomie, d'application, d'assurance et d'instinct de possession ». Il soutient le développement du secteur privé pour stimuler la croissance économique, et la garantie des services publics financés par l'État, notamment en matière de santé et d'éducation. Il prône un développement économique dans le respect de l'environnement, et tenant compte des enjeux soulevés par le réchauffement climatique. Le parti indique « croi[re] fermement que les Samoa sont fondées sur Dieu », et invoque « l'aide du Saint-Esprit » pour guider ses décisions. Toute réunion du parti débute par une session de prières, et le gouvernement « travaille étroitement avec le Conseil national des Églises », instaurant des prières nationales ou des semaines de jeûne chrétien. À ce titre, en décembre 2016 le premier ministre Tuilaepa Sailele Malielegaoi introduit au Parlement une proposition d'amendement constitutionnel pour faire du christianisme (sans dénomination particulière) la religion d'État aux Samoa.